# Debabrata Basu
Debabrata Basu (5 de julio de 1924 - 24 de marzo de 2001) fue un estadístico indio que realizó aportaciones fundamentales a los cimientos de la estadística. Basu inventó ejemplos sencillos que mostraban algunas dificultades de la estadística basada en la verosimilitud y la estadística frecuentista; las paradojas de Basu fueron especialmente importantes en el desarrollo del muestreo de encuestas. En teoría estadística, el teorema de Basu estableció la independencia de una estadística suficiente completa y una estadística auxiliar.
Basu estuvo asociado al Instituto de Estadística de la India y a la Universidad Estatal de Florida, en Estados Unidos.

## Biografía
Debabrata Basu nació en Dacca (Bengala, India no dividida), actual Dhaka (Bangladesh). Su padre, N. M. Basu, era matemático especializado en teoría de números. El joven Basu estudió matemáticas en la Universidad de Dacca. Realizó un curso de estadística como parte del programa de licenciatura en Matemáticas, pero su ambición era convertirse en matemático puro. Tras obtener su maestría en la Universidad de Dacca, Basu impartió clases allí de 1947 a 1948.
Tras la partición de la India en 1947, Basu realizó varios viajes a este país. En 1948 se trasladó a Calcuta, donde trabajó durante algún tiempo como actuario en una compañía de seguros. En 1950, se incorporó al Instituto de Estadística de la India como becario de investigación a las órdenes de C.R. Rao.
En 1950, el Instituto de Estadística de la India recibió la visita de Abraham Wald, que realizaba una gira de conferencias patrocinada por el Instituto Internacional de Estadística. Wald impresionó enormemente a Basu. Wald había desarrollado unos fundamentos teórico-decisionales para la estadística en los que la estadística bayesiana era una parte central, debido al teorema de Wald que caracterizaba las reglas de decisión admisibles como reglas de decisión bayesianas (o límites de las reglas de decisión bayesianas). Wald también demostró la utilidad de utilizar la teoría de la probabilidad y la teoría de las medidas en estadística.
Se casó con Kalyani Ray en 1952 y tuvo dos hijos, Monimala (Moni) Basu y Shantanu Basu. Moni es profesora de periodismo en la Universidad de Florida y ex reportera de la CNN, y Shantanu es astrofísico en la Universidad de Western Ontario.
En 1953, tras presentar su tesis en la Universidad de Calcuta, Basu fue como becario Fulbright a la Universidad de California, Berkeley. Allí Basu mantuvo intensos debates con Jerzy Neyman y "sus brillantes colegas más jóvenes", como Erich Leo Lehmann. El teorema de Basu procede de esta época. Así pues, Basu conocía bien el enfoque teórico de la estadística de Neyman, Pearson y Wald. De hecho, J. K. Ghosh describe a Basu como un "completo neyman Pearsoniano" que regresó de Berkeley a la India.

Basu conoció a Ronald Fisher en el invierno de 1954-1955; escribió en 1988: "Con su argumento del conjunto de referencia, Sir Ronald intentaba encontrar una vía media entre los dos polos de la Estadística - Berkeley y Bayes. Mis esfuerzos por comprender este compromiso de Fisher me llevaron al principio de verosimilitud". En su festschrift para Basu, los editores Malay Ghosh y Patak escriben que:

El examen crítico [de Basu] de los modos de inferencia neyman-pearsoniano y fisheriano acabó por forzarle a adoptar un punto de vista bayesiano, por la vía de la verosimilitud. La conversión definitiva al bayesianismo se produjo en enero de 1968, cuando Basu fue invitado a hablar en una sesión bayesiana de la Sección de Estadística del Congreso Científico de la India. Confiesa que, mientras se preparaba para estas conferencias, se convenció de que la inferencia bayesiana ofrecía efectivamente una resolución lógica de las incoherencias subyacentes tanto de la teoría de Neyman-Pearson como de la de Fisher. Desde entonces, el Dr. Basu se convirtió en un ardiente bayesiano y, en muchos de sus trabajos fundacionales, señaló las deficiencias tanto del método neyman-pearsoniano como del método fisheriano.
Después de 1968, Basu empezó a escribir ensayos polémicos, que proporcionaban paradojas a la estadística frecuentista, y que produjeron un gran debate en las revistas de estadística y en las reuniones estadísticas. Especialmente estimulantes fueron los trabajos de Basu sobre los fundamentos del muestreo de encuestas. Existe una amplia bibliografía en la que se discute el problema de Basu de estimar el peso de los elefantes de un circo con un enorme elefante toro llamado Jumbo, que Basu utilizó para ilustrar sus objeciones al estimador de Horvitz-Thompson y a la prueba de aleatorización de Fisher.
Basu enseñó en el Instituto de Estadística de la India y en varias universidades de todo el mundo. Se trasladó a Estados Unidos y enseñó estadística en la Universidad Estatal de Florida desde 1975 hasta 1990, año en que fue nombrado profesor emérito; ha supervisado a seis estudiantes de doctorado. En 1979 fue elegido miembro de la American Statistical Association (Asociación Americana de Estadística).

## Publicaciones
Los principales artículos de Basu se reimprimen con sus comentarios en Basu, D. (1988). J.K. Ghosh (ed.). Statistical information and likelihood : A collection of critical essays by Dr. D. Basu. Lecture Notes in Statistics. Vol. 45. Springer. También Basu, D. (septiembre de 1980). "Randomization Analysis of Experimental Data: The Fisher Randomization Test". Journal of the American Statistical Association. 75 (371): 575-582.

## Lectura adicional
- "Número especial en memoria de D. Basu". Sankhyā Ser. A. Calcuta: Instituto Indio de Estadística. 64 (3 (parte 1 y 2)): vi-xiv+509-739, 741-899. 2002